# Ciego de Ávila
Ciego de Ávila là một thành phố ở miền trung Cuba, là thủ phủ của tỉnh Ciego de Ávila. Dân số khoảng  86.100.
Ciego de Ávila nằm ở bên sa lộ Carretera Central và bên một tuyến đường sắt chính. Cảng của thành phố Júcaro, nằm cách bờ vịnh Ana Maria 24 km về phía nam-tây-nam. Thành phố này cách La Habana 460 km về phía đông và ở phía tây của thành phố Camagüey. Nó là một phần của tỉnh Camaguey cho đến năm 1976, khi chính phủ chọn Ciego de Ávila làm tỉnh lỵ của tỉnh Ciego de Avila mới thành lập. Đô thị này được chia ra thành các barrio: Angel Castillo, Ceballos, Guanales, Jagüeyal, Jicotea, José Miguel Gómez, Júcaro, La Ceiba, Majagua, Norte, San Nicolás and Sur.. Thị trấn Ciego de Ávila được thành lập năm 1840, ban đầu có 263 dân. Năm 1877, chính quyền đô thị được thành lập và nó trở thành một thành phố độc lập của Morón. Năm 2004, đô thị of Ciego de Ávila có dân số 135.736. Với tổng diện tích 445 km² (171,8 mi²), mật độ dân số 305,0người/km² (789,9người/sq mi).